# Grand Prix moto du Brésil 2014
Le  Grand Prix moto du Brésil 2014 est la 15e manche du championnat du monde de vitesse moto 2014.
La compétition se déroule du 26 au 28 septembre 2014 sur l'Autódromo Internacional Nelson Piquet (Brasília), près de Brasilia, qui n'est pas le même que celui utilisé lors des saisons précédentes, puisque ce dernier a été rasé pour laisser place aux structures nécessaires aux Jeux Olympiques de Rio 2016.  
C'est la 13e édition du Grand Prix moto du Brésil.